# Мстижский сельсовет
Мстижский сельсовет — административная единица на территории Борисовского района Минской области Беларуси. Административный центр — агрогородок Мстиж.

## Состав
Мстижский сельсовет включает 23 населённых пункта:
- Броды — деревня
- Воилово — деревня
- Волоки — деревня
- Воровского — деревня
- Горавец — деревня
- Горожанка — деревня
- Дедиловичи — деревня
- Загорье — деревня
- Заречье — деревня
- Мажница — деревня
- Маковье — деревня
- Мрай — деревня
- Мстиж — агрогородок
- Недаль — деревня
- Нивки — деревня
- Октябрь — деревня
- Пядань — деревня.
- Разлитье — деревня
- Рем — деревня
- Соболевка — деревня
- Тартак — деревня
- Уборок — деревня
- Холмовка — деревня